# Pakistanapseudes brasiliensis
Pakistanapseudes brasiliensis is een naaldkreeftjessoort uit de familie van de Parapseudidae. De wetenschappelijke naam van de soort is voor het eerst geldig gepubliceerd in 1996 door Gutu.